# Putineiu (Giurgiu)
Putineiu é uma comuna romena localizada no distrito de Giurgiu, na região de Muntênia. A comuna possui uma área de 77.83 km² e sua população era de 2734 habitantes segundo o censo de 2007.